# ناحیه جانسون، شهرستان کلارک، ایلینوی
ناحیه جانسون، شهرستان کلارک، ایلینوی (به انگلیسی: Johnson Township) یک منطقهٔ مسکونی در ایالات متحده آمریکا است که در شهرستان کلارک، ایلینوی واقع شده‌است. ناحیه جانسون ۳۸۳ نفر جمعیت دارد و ۱۸۰ متر بالاتر از سطح دریا واقع شده‌است.